# Ney Santanna
Ney Santanna, all'anagrafe Ney Sant'Anna Pereira dos Santos (San Paolo, 16 gennaio 1954), è un attore, regista e produttore cinematografico brasiliano.
Talora è accreditato come Ney Sant'Anna.

## Biografia
Figlio del regista Nelson Pereira dos Santos, negli anni '70 e '80 è stato attore di rilievo in film (Memórias do Cárcere, Joanna la francese) e in telenovelas (Samba d'amore, Happy End). In seguito è diventato regista, produttore e occasionalmente sceneggiatore; ma  nell'industria cinematografica brasiliana è noto soprattutto per aver presieduto la Comissão de Implantação da RioFilme. Ha inoltre creato la web tv dell'Università federale di Rio de Janeiro. 

## Vita privata
Divorziato dall'attrice Nadia Lippi, ha avuto da lei una figlia, Thalita Lippi, che ha seguito le loro orme.